# 杉本海誉斗
杉本 海誉斗（すぎもと かいと、2000年3月17日 - ）は、日本の体操選手。

## 来歴
日本体育大学出身。
フランスパリで開催された2019年FIG体操ワールドカップの種目別平行棒で金メダルを獲得した。
ベルギーアントウェルペンで開催された2023年世界体操競技選手権の団体総合で金メダル、平行棒で銅メダルを獲得した。